# Isaque II Bagratúnio
Isaque II Bagratúnio (em armênio/arménio: Սահակ Բ Բագրատունի; romaniz.: Sahak II Bagratuni; 482) foi um príncipe armênio da família Bagratúnio que tornou-se marzobã da Armênia de 481 a 482. Foi antecedido no governo por Adar Gusnaspe e foi sucedido por Sapor Mirranes.

## Biografia
Isaque primeiro assegurou o ofício hereditário de aspetes, isto é, mestre da cavalaria. O título foi antes ocupado por Tiroque I, morto em combate em 450 ou 451; cronologicamente Isaque poderia ser seu filho, mas nenhum documento confirma a suposição. Em 481/482, quando Vaanes I Mamicônio liderou a revolta contra o julgo persa na Armênia, Isaque II foi nomeado pelos rebeldes como marzobã em substituição do legítimo Adar Gusnaspe. Os insurgentes tiveram algum sucesso, mas o xá Perozes I (r. 459–484) enviou tropas que os venceram em 482, matando Isaque. Nada se sabe de sua posteridade. O primeiro aspetes citado após a sua morte é Esfendadates I, um dos assinantes do concílio de Dúbio de 505; pode ser seu filho, embora não há como ser provado.